# Nan'yō, Yamagata
Nan'yō (南陽市 Nan'yō-shi) là một thành phố thuộc tỉnh Yamagata, Nhật Bản.